# GitHub
A GitHub, Inc. egy egyesült államokbeli nemzetközi vállalat, amely a Git segítségével szoftverfejlesztési verziókövetés-szolgáltatást nyújt. 2018-ban a Microsoft leányvállalata lett 7,5 milliárd dollárért. Saját funkcióin felül a Git elosztott verziókövetését és forráskódkezelését (SCM) teszi elérhetővé. Hozzáférés-kezelést és számos együttműködési funkciót nyújt, mint például bugkövetés, szolgáltatáslekérés, feladatkezelés, valamint wikiket minden projekthez.

## Történelme

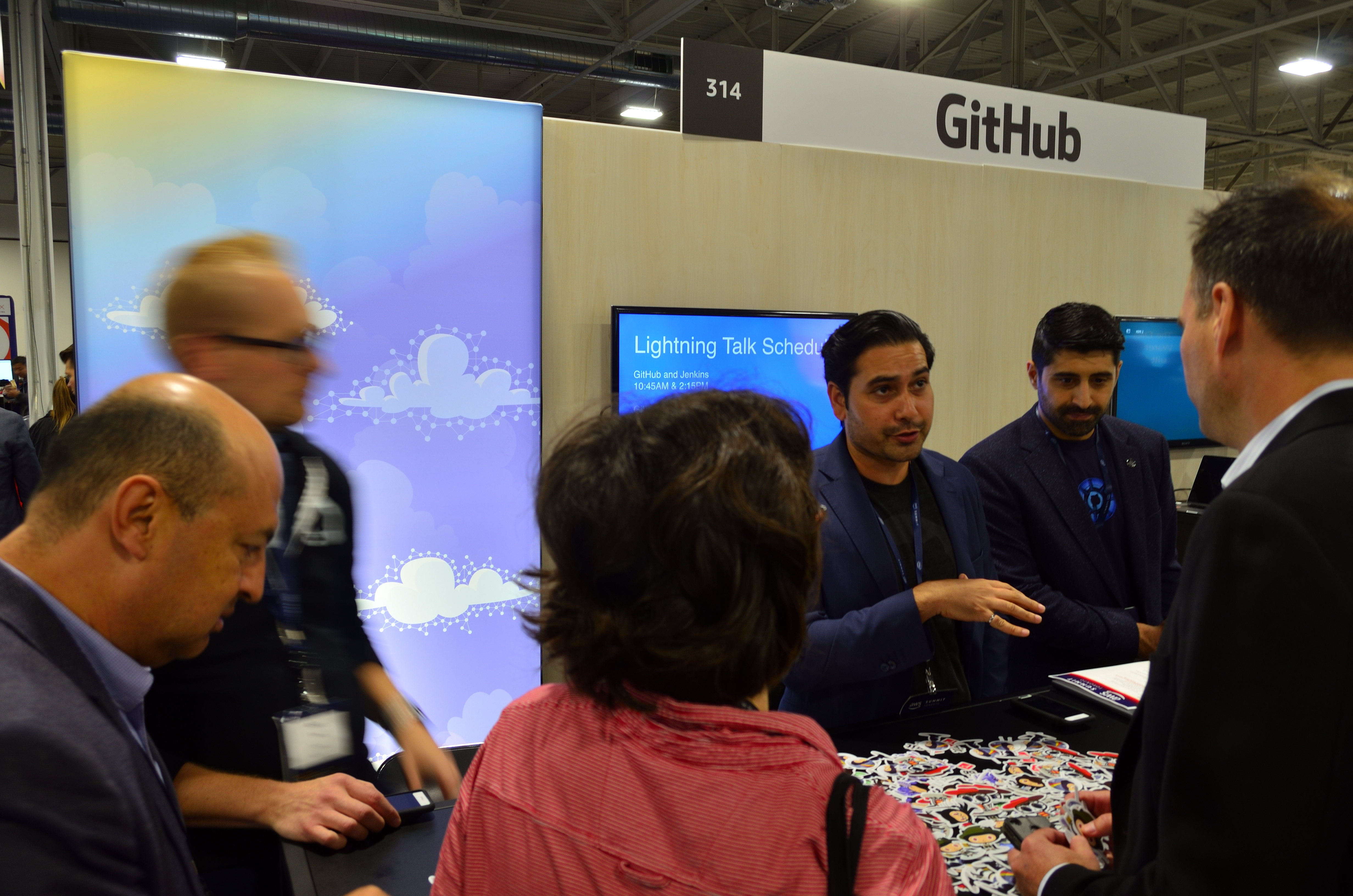
GitHub az AWS-csúcstalálkozón

A GitHubot Chris Wanstrath, PJ Hyett, Tom Preston-Werner és Scott Chacon fejlesztették ki a Ruby on Rails segítségével, és 2008 februárjában indították el. A GitHub, Inc. cég 2007 óta létezik, és San Franciscóban található.

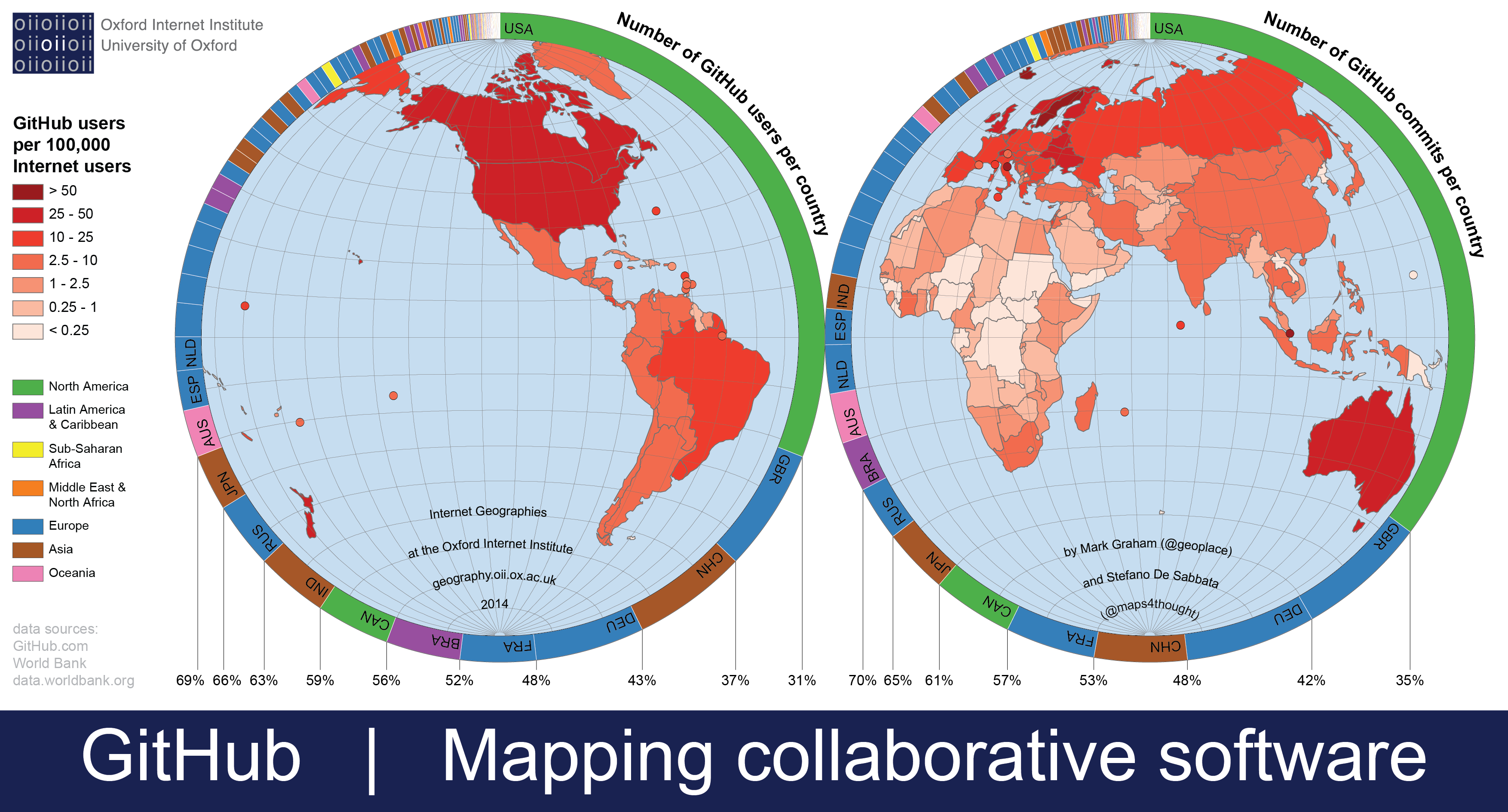
A térkép árnyékolása szemlélteti a felhasználók számát az egyes országok internetes népességének arányában. A két félgömböt körülvevő kör alakú diagramok ábrázolják a GitHub felhasználók számát (balra) és kötelezettségeket (jobbra) országonként

2009. február 24-én a GitHub csapata bejelentést tett a Yahoo! központban tartott tárgyaláson, hogy az első online éve alatt a GitHub több mint 46 000 nyilvános tárolót halmozott fel, ebből 17 000-et az előző hónapban. Abban az időben körülbelül 6200 tároló használtak fel egyéb projektekhez és 4600-at olvasztottak össze. 
2010. július 25-én bejelentették az 1 millió tároló meglétét. 2011. április 20-án ez a szám 2 millióra nőtt. 
2011. június 2-án a ReadWriteWeb jelentése szerint a GitHub beelőzte a SourceForge-ot és a Google Code-ot a 2011. január-májusi időszakban. 
2012. július 9-én a GitHub 100 millió dolláros támogatásra tett szert Andreessen Horowitz-től, 750 millió dolláros becsléssel. Peter Levine, Andreessen Horowitz társa, állítása szerint 2008 óta évente 300%-os bevétel növekedése volt a GitHubnak „közel egész idő alatt profittal”. 
2013. január 16-án a GitHub bejelentette, hogy meghaladta a 3 millió felhasználó jelét, majd több mint ötöt fogadott el   millió tároló.  2013. december 23-án a GitHub bejelentette, hogy elérte a 10 millió tárolót. 
2015 júniusában a GitHub irodát nyitott Japánban, amely első irodája az Egyesült Államokon kívül 
2015. július 29-én a GitHub bejelentette, hogy 250 millió dolláros támogatásra tett szert a Sequoia Capital köreiből. Ezen befektetők közé tartozik Andreessen Horowitz, Thrive Capital, és az IVP (Institutional Venture Partners). A kör becslései szerint közel 2 milliárd dollárra tették a cég értékét. 
2016-ban a GitHub a Forbes Cloud 100 listán a 14. helyen szerepelt.
2018. február 28-án a GitHub áldozatul esett a történelem második legnagyobb DDoS támadásának. A legmagasabb beérkező érték 1.35 terabit per másodperc volt.
2018. június 4-én a Microsoft bejelentette, hogy megegyezésre jutottak a GitHub felvásárlását illetően 7.5 milliárd dollárért. Az adásvétel 2018. október 26-án zárult le. 
2018. június 19-én a GitHub bővítette a GitHub Education szolgáltatását ingyenes oktató csomagokkal minden iskola számára. 
2020. február 12-én a GitHub Indiában is elindult GitHub India Private Limited név alatt. 
| Dátum           | Finanszírozás típusa | A befektetők száma | Emelkedett pénz | Vezető befektető    | Értékelés |
| --------------- | -------------------- | ------------------ | --------------- | ------------------- | --------- |
| 2012. július 9  | A sorozat            | 2                  | $ 100M          | Andreessen Horowitz | $ 700M    |
| 2015. július 29 | B sorozat            | 4                  | $ 250M          | Sequoia Capital     | $ 2B      |

### A Microsoft általi megszerzés
2018. június 4-én a Microsoft bejelentette szándékát, hogy 7,5 milliárd dollár értékben megvásárolja a GitHubot, és az üzlet 2018. október 26-án zárult le. A Microsoft szerint a GitHub továbbra is önállóan működik mint közösség, platform és vállalkozás. A Microsoft alatt a szolgáltatást Xamarin Nat Friedman fogja vezetni, és beszámol Scott Guthrie-nek, a Microsoft Cloud és az AI ügyvezető alelnökének. Chris Wanstrath jelenlegi vezérigazgatója „műszaki fickóként” kerül megtartásra, aki szintén beszámol a Guthrie-nek. A Microsoft a GitHub jelentős felhasználójává vált, és olyan nyílt forráskódú projektek és fejlesztőeszközök, mint például a Chakra Core, PowerShell, Visual Studio Code és a Windows Terminal fogadására használta, és más nyílt forrású projekteket, például a Linuxot is támogatott, és kifejlesztett virtuális fájlrendszert a Git (VFS a Git számára; korábban Git virtuális fájlrendszer vagy GVFS) – Git kiterjesztés nagyméretű adattárak kezelésére (és maga a GitHub fogadta el). 
Aggodalmát fejezte ki Kyle Simpson, JavaScript oktató és szerző, és Rafael Laguna, az Open-Xchange vezérigazgatója a Microsoft vásárlását illetően. 
Néhányan a Microsoft üzleti stratégia változtatásának tetőpontjaként tekintettek rá Satya Nadella vezérigazgató vezetése alatt, amely nagyobb figyelmet fektetett a felhő alapú szolgáltatásokba, karöltve a nyílt forráskódú szoftverek fejlesztésével és támogatásával (mint például a Linux), a Microsoft Windows-al ellentétben. A Harvard Business Review szerint a Microsoft azért akarta megszerezni a GitHubot, hogy elérje annak felhasználóit és egyfajta veszteségvezetőként ösztönözzék őket a többi fejlesztési termékükre és szolgáltatásukra. 
A vásárlással kapcsolatos aggályok megnövelték az érdeklődést a vetélytársak iránt: a Bitbucket (az Atlassian tulajdona), a GitLab (egy kereskedelmi nyílt forráskódú termék amely szintén egy hostolt szolgáltatást futtat) és a SourceForge (a BIUX, LLC tulajdona) jelentése szerint növekedést láttak az új felhasználók számában akik GitHubról költöztettek át projekteket a saját platformjukra. 
2020 márciusában a GitHub bejelentette, hogy felvásárolják az npm-et, az összeget nem hozták nyilvánosságra.

## Vállalati ügyek

### Szervezeti struktúra
A GitHub, Inc. eredetileg „mindenki menedzser” alapon indult (önálló gazdálkodás). A munkatársak azokon a projekteken dolgozhattak amelyek érdekelték őket (nyílt kiosztás), de a fizetést a vezérigazgató szabta meg.
2014-ben vezették be a középvezetői réteget. 

### Pénzügy
A GitHub.com egy önerőből induló vállalkozás volt, amely az első évében elég bevételt termelt ahhoz, hogy csak a három alapítója pénzelje és további alkalmazottakat vegyenek fel. 2012 júliusában, 4 évvel a cég alapítása után, Andreessen Horowitz 100 millió dollárt fektetett be kockázati tőkeként. 2015 júliusában a GitHub még 250 millió dollár kockázati tőkét halmozott fel egy B sorozatban. A befektetők közé tartozik a Sequoia Capital, Andreessen Horowitz, Thrive Capital és egyéb kockázati tőkék. 2016 augusztusára a GitHub éves ismétlődő bevétele elérte a 140 millió dollárt. 

### Kabala
A GitHub kabalája egy antropomorfizált „polipmacska” 5 polip-szerű karral. 
A karaktert Simon Oxley grafikus tervező készítette, hogy eladja az iStock-on, amely lehetővé teszi a tervezőknek a jogdíj nélküli képek forgalmazását. 
A GitHub érdekelt lett Oxley munkásságában miután a Twitter egy olyan madarat választott amelyet ő tervezett a saját logójukhoz. Az illusztráció amelyet a GitHub választott egy karakter volt, melyet Octopuss-nak nevezett el Oxley. Mivel a GitHub saját logójuknak akarta felhasználni az Octopuss-t (amelyet az iStock licenc tiltott) Oxley-val tárgyaltak az exkluzív jogokról. 

## Szolgáltatások

### GitHub
A GitHub platform fejlesztése 2007. október 19-én kezdődött. Az oldalt 2008 áprilisában indította el Tom Preston-Werner, Chris Wanstrath, P.J. Hyett és Scott Chacon miután pár hónappal előtte elérhetővé tették béta verzióként. 
A GitHubon található projekteket a Git parancssorral lehet elérni és használni és minden alapvető Git parancs működik rajta. A GitHub továbbá lehetővé teszi regisztrált és nem regisztrált felhasználóknak is nyilvános tárolók böngészését az oldalon. Több asztali alkalmazást és Git plugint is létrehozott a GitHub és egyéb harmadik felek akik egyesülnek a platformmal. 
Az oldal közösségi kommunikáció-szerű funkciókat is tartalmaz mint feed-ek, követők, wiki-k (a Gollum nevű wiki szoftvert használva) és egy közösségi hálózat grafikont, hogy kijelezze, hogyan dolgoznak a fejlesztők a saját verzióikon („forks”) egy tárolónak és melyik fork (és azon belül ág) a legújabb. 
Ahhoz, hogy feltöltsünk az oldalra, regisztráció szükséges, de a nyilvános tárolókat bárki szabadon böngészheti és letöltheti. Egy regisztrált felhasználóval lehetőség nyílik megbeszélésekre, tárolók kezelésére, mások tárolóihoz való hozzájárulásra és a kódban történt változások megtekintésére. 2019. januárjától korlátlan privát ingyenes tárolót lehet létrehozni (3 hozzájárulóval projektenként). Korábban csak a nyilvános tárolók voltak ingyenesek. 
2020. április 14-én a GitHub „minden fő GitHub funkciót” ingyenessé tett mindenkinek, beleértve a „privát tárolókat korlátlan hozzájárulókkal”. 
Az alapvető szoftver, ami alátámasztja a GitHubot, az maga a Git, amelyet Linus Torvalds, a Linux készítője hozott létre. A további szoftvereket, amik a GitHub felhasználói felületét adják, Ruby on Rails és Erlang használatával készítették a GitHub Inc. fejlesztői, Wanstrath, Hyett és Preston-Werner.

#### Terület
A GitHubot nagyrészt kódolásra használják. 
Forráskódtároláson kívül a GitHub a következő formátumokat és funkciókat nyújtja: 
- Dokumentáció, beleértve automatikusan létrehozott README fájlokat számos fajta Markdown-szerű fájlformátumban (lásd README fájlok GitHubon)
- Kiadáskövetés (beleértve a szolgáltatáskéréseket) címkékkel, mérföldkövekkel, megbízottakkal és keresőmotorral
- Wikik
- Pull request a kódáttekintéshez és megjegyzésekhez
- GitHub Actions, amely lehetővé teszi a folyamatos integrációt és a folyamatos telepítési folyamatokat a szoftver tesztelésére, kiadására és telepítésére harmadik fél webhelyeinek / platformjainak használata nélkül
- Hozzájárulási előzmények
- Grafikonok: impulzus, közreműködők, vállalások, kódfrekvencia, lyukasztókártya, hálózat, tagok
- Integrációs könyvtár[10]
- Egységes és osztott diff
- E-mail-értesítések
- Lehetőség arra, hogy feliratkozzon valakinek az értesítésekre, @ említve.[11]
- Hangulatjelek[12]
- GitHub oldalak : kis weboldalak tárolhatók a GitHub nyilvános adattáraiban. Az URL formátuma: https: // felhasználónév .github.io.[13]
- Fájlokba beágyazott feladatlisták
- A térinformatikai adatok megjelenítése
- 3D render fájlok, amelyek előnézetben megtekinthetők egy új integrált STL fájlnézegető segítségével, amely a fájlokat "3D vászonon" jeleníti meg.[14] A nézetet a WebGL és a Three.js táplálja.
- A Photoshop natív PSD formátuma megnézhető és összehasonlítható ugyanazon fájl korábbi verzióival.
- PDF dokumentum néző
- Biztonsági riasztások az ismert általános biztonsági résekről és expozíciókról a különböző csomagokban

#### A tárolók engedélyezése
A GitHub szolgáltatás feltételei nem várják el, hogy az oldalon megosztott projektek megfeleljenek az Open Source Definition-nek. Ezért fontos, hogy a felhasználók és fejlesztők, akik használni szeretnék a GitHubon talált szoftvert, elolvassák a szoftver szerződést a tárolóban (általában egy felső szintű fájl „LICENC”, „LICENC.TXT” vagy hasonló néven), hogy eldöntsék megfelel-e a szükségletüknek. A szolgáltatás feltétele azt állítja, „A tároló nyilvánossá tételével elfogadja, hogy mások azt megtekintsék és másolják.”

### GitHub Enterprise
A GitHub Enterprise egy önállóan menedzselt verziója a GitHubnak hasonló funkciókkal. Futtatható a cég saját hardverén vagy egy felhő szolgáltatón és 2011. november óta érhető el. 

### GitHub oldalak
A GitHub Pages egy statikus webtárhely szolgáltatás a GitHubtól, melyet 2008 óta használhatnak GitHub felhasználók blogok, projekt dokumentációk vagy akár egész könyvek létrehozására oldalként. 
Minden GitHub Pages tartalom egy Git tárolóban helyezkedik el vagy szó szerint megjelenítve a látogatóknak vagy Markdown formátumban. A GitHub zökkenőmentesen van integrálva a Jekyll statikus weboldal és blog létrehozóval és a GitHub folyamatos integrációs pipelinejaival. Valahányszor frissül a tartalom forrása, a Jekyll újra létrehozza a weboldalt és automatikusan elérhetővé teszi a GitHub Pages infrastruktúráján keresztül. 
Mint a GitHub többi része, ez is tartalmaz ingyenes és díjköteles szolgáltatási szinteket az internetes hirdetések általi fenntartás helyett. Az itt generált webhelyek vagy a github.io aldomainjeként jelennek meg vagy egyedi domainként egy külső domain név regisztrálón keresztül. Amikor egy egyedi domain van beállítva a GitHub Pages replikálja a titkosítási tanusítványt, amely automatikusan elkészül. Mihelyt a tanúsítvány elkészült az Enforce HTTPS beállítható a tároló weboldalához, hogy átláthatóan átirányítson minden HTTP kérést HTTPS-re. 

### Gist
A GitHub egyéb szolgáltatásokat is működtet: egy pastebin-stílusú oldalt Gist név alatt, amely kódrészletek tárolását teszi lehetővé (a rendes GitHub nagyobb projektekre van) 
Tom Preston-Werner 2008-ban egy punk rock Ruby konferencián mutatta be az akkor-új Gist funkciót. A Gist a tradicionális pastebin koncepciójára épül kódrészekhez tartozó verziókövetéssel, könnyű forkingal és SSL titkosítással privát pasteknek. Mivel mindegyik „gist”-nek megvan a saját Git tárolója, több kódrészletet lehet tárolni egyetlen paste-ben és Git segítségével mozgathatók. Továbbá, a fork-olt kódot vissza lehet küldeni az eredeti készítőnek patch formájában, tehát a gists-ek (paste-k) úgymond mini-projektek is lehetnek.[forrás?]

### Oktatási program
A GitHub elindított egy új programot, a GitHub Student Developer Pack-ot, hogy ingyenes hozzáférést biztosítson diákok számára a népszerű fejlesztői eszközökhöz és szolgáltatásokhoz. Társultak többek közt a Bitnami, Crowdflower, DigitalOcean, DNSimple, HackHands, Namecheap, Orchestrate, Screenhero, SendGrid, Stripe, Travis CI és az Unreal Engine-el is, hogy elindítsák a programot.
A GitHub 2016-ban bejelentette a GitHub Campus Experts program elindítását, amelynek célja a hallgatók képzése és ösztönzése az egyetemeik technológiai közösségének növekedésére. A Campus Experts program nyitva áll 18 éven felüli egyetemi hallgatók számára szerte a világon. A GitHub Campus Szakértők az egyik elsődleges módja annak, hogy a GitHub finanszírozza a hallgatóságorientált eseményeket és közösségeket. A Campus Szakértők hozzáférést kapnak képzésekhez, finanszírozáshoz és kiegészítő forrásokhoz az események lebonyolításához és a közösségük növekedéséhez. Campus-szakértővé válás céljából a pályázóknak online modulokat kell készíteniük, amelyek több modulból állnak, és amelyek célja a közösségi vezetői készségek fejlesztése. 

### GitHub Marketplace szolgáltatás
A GitHub továbbá szoftver mint szolgáltatás integrációkat is biztosít további funkciók beépítéséhez egyes projektekbe. Ezen szolgáltatások közé tartoznak:
- Waffle.io: Projektmenedzsment szoftvercsapatok számára. A GitHub összes tárolójában automatikusan megtekintheti a lekérési kérelmeket, az automatikus összeállítást, az áttekintéseket és a központi telepítéseket.
- Gördítősáv: integráld a GitHubbal, hogy valós idejű debug eszközökhöz és full-stack exception reporthoz férj hozzá. Minden jól ismert programozási nyelvvel kompatibilis, mint például JavaScript, Python, .NET, Ruby, PHP, Node.js, Android, iOS, Go, Java, és C#
- Codebeat: Az internetes és mobil fejlesztőkre szakosodott automatikus elemzéshez. Ennek a szoftvernek a támogatott nyelvei: Elixir, Go, Java, Swift, JavaScript, Python, Ruby, Kotlin, Objective-C és TypeScript .
- Travis CI: build és tesztelés. Továbbá teljes irányítást tesz lehetővé a build környezetben, hogy hozzáillessze a kódhoz. Támogatott nyelvek: Go, Java, JavaScript, Objective-C, Python, PHP, Ruby és Swift.
- GitLocalize: olyan csapatoknak fejlesztve, akik egyik pontból a másikba fordítják a tartalmukat. A GitLocalize automatikusan szinkronizál a tárolóddal így fenntartva a munkafolyamatod GitHubon. E mellett tájékoztat arról, mihez szükséges fordítás.

### GitHub közösségi fórum
Webhely: https://github.community/
A GitHub fenntart egy közösségi fórumot, ahol a felhasználók nyilvánosan tehetnek fel kérdéseket vagy válaszolhatnak ezen kérdésekre. 

### GitHub szponzorok
Webhely: https://github.com/sponsors
A GitHub Sponsors lehetővé teszi a felhasználóknak, hogy havi pénz adományokat adjanak a GitHubon található projekteknek. A publikus bétát 2019. május 23-án jelentették be és jelenleg a projekt várólistás regisztrációkat fogad. A The Verge szerint a GitHub Sponsors „pontosan úgy működik, mint a Patreon”, mert „a fejlesztők különböző támogatói szinteket ajánlhatnak eltérő előnyökkel és ismétlődő fizetéseket kapnak a támogatóktól, akik el akarják őket érni és ösztönözni a munkásságukat” kivéve a „díjmentes programhasználatot”. Továbbá a GitHub az első évben ösztönzésképpen a korai felhasználóknak fizetik a tranzakciós költségeket és összekötik a szponzorfizetéseket $5000-ig fejlesztőnként. Ezen felül a felhasználók használhatnak hasonló szolgáltatásokat mint a Patreon és Open Collective és linkelhetik ezt a saját weboldalukhoz. 

## Ellentmondások

### Zaklatási vádak
2014 márciusában Julie Ann Horvath GitHub-programozó azt állította, hogy Tom Preston-Werner alapító és vezérigazgató és felesége, Theresa zaklatni kezdte, ami miatt később otthagyta a céget. 2014 áprilisában a GitHub kiadott egy nyilatkozatot, melyben tagadták Horvath állításait, azonban egy belső ellenőrzést követően mégis elismerték azokat. GitHub vezérigazgató Chris Wanstrath a következőket írta a cég blogjában, „A vizsgálat megállapította, hogy Tom Preston-Werner a GitHub vezérigazgatójaként megengedhetetlenül cselekedett, beleértve konfrontatív magatartást, munkahelyi panaszok figyelmen kívül hagyását, érzéketlenséget a feleségének a munkahelyre gyakorolt hatását illetően és azon egyezmény sikertelen érvényesítését, hogy a feleségének nem szabadna az irodában dolgoznia.” Preston-Werner ezt követően visszalépett a cégtől. 2017-ben még több vádolás történt diszkrimináló és ellenszenves magatartás kapcsán a GitHubnál egy fejlesztő által akit egy változatosságot és befogadást ösztönző program keretein belül vettek fel. 

### Szankciók
2019. július 25-én egy iráni székhelyű fejlesztő arról írt a Mediumon, hogy a GitHub megvonta a hozzáférési jogát a személyes tárolóihoz és nem engedélyezte a hozzáférést a GitHub oldalaihoz. Röviddel ez után közölte a GitHub, hogy már blokkolják az Irán, Krím, Kuba, Észak Korea és Szíria területén lévő fejlesztők hozzáférését a privát tárolókhoz. Azonban napokkal később újra nyitották a hozzáférést a GitHub oldalakhoz és a nyilvános tárolókhoz helytől függetlenül. Az is kiderült, hogy aki utazás közben egy szankció alá eső régióban használta a GitHubot, szintén letiltották. A GitHub szóvivőn keresztül válaszolt a médiának a következő sorokkal: 
 „A GitHub alá van rendelve az egyesült államokbeli kereskedelem irányítási törvényeknek és azok teljes betartására törekszik. Ezzel egyidejűleg a GitHub célja, hogy egy globális platform legyen a fejlesztők együttműködéséhez, elhelyezkedéstől függetlenül. Ennek következményeképp komoly felelősségünknek tartjuk a kormányi mandátumok alapos átvizsgálását, hogy biztosan ne befolyásolja a felhasználókat és vásárlókat a törvényen túl mutató dolog. Ez tartalmazza a nyilvános tároló szolgáltatások, beleértve a nyílt forráskódú projektek, elérhetőségét, hogy támogassuk a személyes kapcsolattartást a szankció alá vont fejlesztői régiók között.” 
 A fejlesztők akik nem tartják szükségesnek ezt a korlátozást fellebbezhetnek ellene, beleértve azokat akik csak utaznak, de nem laknak az említett országokban. A GitHub megtiltotta a VPN-ek és IP proxy-k használatát a szankció alá vont országokból, mivel a vásárlási előzmények és IP címek alapján jegyzik a felhasználókat, egyéb forrásokon kívül. 

### Cenzúra
2014. december 3-án a GitHubot feketelistára helyezték Oroszországban, mert alapvetően nem akartak levenni felhasználó-által megosztott öngyilkossági kézikönyveket. Egy nappal később Oroszország visszavonta a tiltást. 
2014. december 31-én Indiában blokkolták a GitHubot (31 további weboldallal együtt) ISIS-t támogató tartalomra hivatkozva melyet a felhasználók osztottak meg. 2015 januárjában visszavonták a tiltást. 
2015. március 26-án a GitHub egy hatalmas DDoS támadás áldozatává vált, amely több mint 118 órán át tartott (egy kicsit kevesebb, mint 5 nap). A támadás, amely úgy tűnt, hogy Kínából származik, elsősorban a GitHub által üzemeltetett felhasználói tartalmat célozta meg, amely leírja az internetes cenzúra megkerülésének módszereit.  
2016. október 8-án a Török Kormány blokkolta a hozzáférést a GitHubhoz, hogy megelőzzék egy feltört fiók emailjeinek kiszivárgását amely az ország energetikai miniszteréhez tartozott. 
2019. július 25-én a GitHub elkezdte blokkolni a fejlesztőket azokban az országokban, amelyekben az USA kereskedelmi szankcióival szembesülnek.

### ICE szerződés
A GitHubnak egy $200 000-os szerződése van a Bevándorlási és Vámügyi Végrehajtással (Immigration and Customs Enforcement, ICE) az oldalukon elérhető GitHub Enterprise Server használatához. Ezt a szerződést 2019-ben, számos belső alkalmazott ellentmondása ellenére, megújították. Egy az alkalmazottakhoz szánt emailben, később a GitHub blogon is megjelenve, 2019. október 9-én Nat Friedman vezérigazgató azt állította „A bevétel a vásárlásból kevesebb mint $200.000 és nem fontos anyagilag a cégünk számára.” Bejelentette, hogy a GitHub ígéretet tett $500 000 adományozására „nonprofit csoportok számára, akik azon bevándorlókat támogatják, akiket a jelenlegi igazgatóság céloz.” Válaszként legalább 150 GitHub alkalmazott írt alá egy nyilatkozatot ismételten megerősítve ellenállásukat a szerződéssel szemben és emberi jogok kihasználásával vádolta meg az ICE-t. 2019. november 13-ig 5 dolgozó mondott fel a szerződésre hivatkozva. 

## Fejlesztett projektek
- Atom, egy ingyenes és nyílt forrású szöveg- és forráskód-szerkesztő
- Electron, egy nyílt forráskódú keretrendszer, amely JavaScript alapú webhelyeket használ asztali alkalmazásként.

## Kiemelkedő felhasználók
Néhány kiemelkedő open source vállalat és projekt elsődleges helyként használja a GitHubot együttműködésre, beleértve: 
- Apertium (áttelepítve a SourceForge-ból )
- Az Apache Software Foundation[23] (az áttérés befejeződött 2019 februárjában)[24] [25]
- Node.js[26]
- npm csomagkezelő[27]
- Expressz webes keretrendszer[28]
- MySQL könyvtár[29]
- Microsoft[30]
  - . NET Core[31]
  - ASP. NET Core
  - Visual Studio Code[32]
  - TypeScript[33]
  - Windows kalkulátor[34]
  - Windows Terminal[35] és a Windows Console
- Google[36]
- uBlock Origin[37]
- Bootstrap (front-end keret)[38]
- Az Egyesült Államok bevándorlási és vámügyi végrehajtása[39]
- Nemzetbiztonsági Ügynökség[40]

## Fordítás
Ez a szócikk részben vagy egészben  a   GitHub című angol Wikipédia-szócikk ezen változatának fordításán alapul.  Az eredeti cikk szerkesztőit annak laptörténete sorolja fel. Ez a jelzés csupán a megfogalmazás eredetét és a szerzői jogokat jelzi, nem szolgál a cikkben szereplő információk forrásmegjelöléseként.